# Фёдоровка (Панинский район)
Фёдоровка — поселок в Панинском районе Воронежской области России. 
Входит в состав Красненского сельского поселения.

## География

### Улицы
- ул. Крупской
- ул. Ленина

## Население
| 2000 | 2005 | 2010 |
| ---- | ---- | ---- |
| 37   | ↘26  | ↘8   |